# Ilanji
Ilanji là một thị xã panchayat của quận Tirunelveli thuộc bang Tamil Nadu, Ấn Độ.

## Nhân khẩu
Theo điều tra dân số năm 2001 của Ấn Độ, Ilanji có dân số 9423 người. Phái nam chiếm 51% tổng số dân và phái nữ chiếm 49%. Ilanji có tỷ lệ 66% biết đọc biết viết, cao hơn tỷ lệ trung bình toàn quốc là 59,5%: tỷ lệ cho phái nam là 75%, và tỷ lệ cho phái nữ là 57%. Tại Ilanji, 10% dân số nhỏ hơn 6 tuổi.